# フアード2世 (エジプト王)
フアード2世（アラビア語: أحمد فؤاد الثاني, Fuad II, 1952年1月16日 - ）は、エジプト、ムハンマド・アリー朝の第11代君主（在位：1952年 - 1953年）。エジプト王としては3代目、ムハンマド・アリー朝最後の君主でもある。
1歳にも満たないうちに即位し、戴冠も行わずにその翌年には王政廃止で退位したため、実質的な統治は行わなかった。それゆえ父ファールーク1世が最後の君主とされる場合もある。

## 略歴
1952年1月16日、国王ファールーク1世とその2番目の妃ナリマン・サディクの間の一人息子アフマド・フアードとして生まれる。
同年7月23日にムハンマド・ナギーブとガマール・アブドゥン＝ナーセルに率いられた自由将校団によるクーデター（エジプト革命）が発生、ファールーク1世は退位し、亡命した。生後わずか半年のアフマド・フアードが残された結果、フアード2世として王位を継承した。なお、アッバース・ヒルミー2世の息子ムハンマド・アブデル・モネイムが摂政を務めた。
しかし、翌1953年6月18日に自由将校団は王政廃止と共和制移行を宣言し、1歳のフアード2世は戴冠しないまま廃位され、ナギーブが新共和国の初代大統領に就任した。既にクーデターで有名無実となっていたムハンマド・アリー朝はこの時、名実共に終焉を迎えた。
廃位後、父ファールークのもとへ送られ、スイスでアフマド・フアードの名のもと生きることになった。
フランスに移住し、1976年にフランス人のドミニク＝フランス・ピカール（結婚後、ユダヤ教からイスラーム教に改宗し、ファディーラ王妃と改名）と結婚した。3人の子女をもうけたが、ピカールとは1996年に離婚し、スイスに戻った。
2013年4月27日、長男で継嗣のサイード公ムハンマド・アリーと、旧アフガニスタン王室のノアル王女の婚約が発表された。ノアル王女は、最後のアフガニスタン国王であるザーヒル・シャーの孫娘に当たる。2人の結婚式は、同年8月30日に執り行われた。

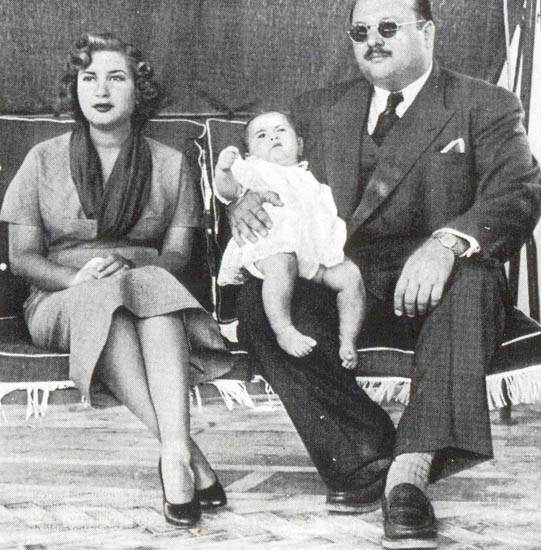
ファールーク1世とその妻ナリマン・ザディク、中央に在位中のフアード2世。1953年亡命先のイタリア・カプリ島にて。